# Slovensko deželno gospodarsko združenje
Slovensko deželno gospodarsko združenje (SDGZ) je gospodarsko združenje slovenske narodne skupnosti v Italiji. Od svoje ustanovitve leta 1946 zastopa slovenske podjetnike v Italiji, s čimer razvija gospodarske temelje skupnosti. Predstavništva združenja so v Trstu, Gorici, Čedadu, Zgoniku in Dolini, v zadnjih dveh se nahajata tudi obrtni coni za slovenska podjetja, pri katerih postavitvi je sodelovalo SDGZ. Združenje povezuje svoje sekcije mednarodne trgovine in storitev, trgovine na drobno, gostinstva, obrti in samostojnih poklicev. Vanj sta vključeni tudi za manjšino in čezmejno povezovanje pomembni podjetji Servis in Servis Koper.